# Alberto Tenenti
Alberto Tenenti, né à Viareggio le 5 juin 1924, et mort à Paris le 11 novembre 2002, est un historien franco-italien, spécialiste de l’époque moderne, et l’un des représentants de l’école des Annales.

## Biographie
Au milieu des années 1950, Lucien Febvre et Fernand Braudel font venir Alberto Tenenti (ainsi que Ruggiero Romano) à Paris.
D'abord chef de travaux de la section « sciences économiques et sociales » de l’École des hautes études en sciences sociales, il devient directeur d’études à partir de 1965, où il donne pendant trente-cinq ans un cours intitulé « Histoire sociale des cultures européennes ». Naturalisé français, il conserve néanmoins des liens étroits avec les milieux culturels de son pays d'origine, l’Italie, où il est l’un des grands artisans de la diffusion des travaux de son maître Fernand Braudel.
Jacques Le Goff rappelle que, formé à l’École normale supérieure de Pise, Tenenti « a offert aux historiens français, de même que Ruggiero Romano, la richesse de l’histoire italienne ».
En 1992, il entre à l’Académie royale d’histoire de Madrid. En 1997, il devient membre de l’Accademia nazionale virgiliana de Mantoue et de l'Accademia dei Lincei. Et de 1997 à 2004, il exerce la fonction de président du Centre d’études L. B. Alberti de Mantoue.

## Publications (sélection)
- « Ars moriendi : quelques notes sur le problème de la mort à la fin du XVe siècle, Annales (Économie, société, civilisation), 6e année, n° 4, oct.-déc. 1951, p. 433-446
- La Vie et la Mort à travers l'art du XVe siècle, Paris, Armand Colin, « Cahiers des Annales 8 », 1952. Rééd. Paris, Allia, 2018, 160 p.
- Il senso delia morte e l'amore della vita nel Rinascimento (Francia e Italia), Turin, Einaudi, 1957
  - trad. franç. de Simone Matarasso-Gervais, Sens de la mort et amour de la vie : Renaissance en Italie et en France, Québec-Paris, S. Fleury-L'Harmattan, 1983
- Naufrages, corsaires et assurances maritimes à Venise (1592-1609), Paris, Bibliothèque générale de l'École pratique des hautes études, 1959
- Venezia e i corsari, 1580-1615, Bari, Laterza, 1961
- Cristoforo da Canal : la Marine vénitienne avant Lépante, Paris, Bibliothèque générale de l'École pratique des hautes études, 1962
- Fischer Weltgeschichte, t. 12 : Die Grundlegung der modernen Welt : Spätmittelalter, Renaissance, Reformation, avec Ruggiero Romano (dir.), Francfort-sur-le-Main, 1967
- avec Ruggiero Romano, Alle origini del mondo moderno (1350-1550), Feltrinelli, Milano 1967
- Florence à l'époque des Médicis : de la cité à l'État, Paris, Flammarion, 1968
- Firenze dal Comune a Lorenzo il Magnifico : 1350-1494, Milan, Mursia, 1970
- Credenze, ideologie, libertinismi tra Medioevo ed età moderna, Bologne, Il Mulino, 1978
- Stato, un'idea, una logica : dal comune italiano all'assolutismo francese, Bologne, Il Mulino, 1987
- L’età moderna : XVI-XVIII secolo, Bologne, Il Mulino, 1990
- L'Italia del Quattrocento : economia e società, Laterza, 1996
- Dalle rivolte alle rivoluzioni, Bologne, Il Mulino, 1997
- Venezia e il senso del mare : storia di un prisma culturale dal XIII al XVIII secolo, Milan, Guerini e associati, 1999
- « Sovranità e ragion di stato nell'Italia del secondo Cinquecento », Studi Veneziani, numéro spécial 39, 2000, p. 97-112